# Orthezia quadrua
Orthezia quadrua är en insektsart som beskrevs av Ferris 1950. Orthezia quadrua ingår i släktet Orthezia och familjen vaxsköldlöss. Inga underarter finns listade i Catalogue of Life.